# یامادا، چیبا
یامادا، چیبا (به لاتین: Yamada) یک منطقهٔ مسکونی در ژاپن است که در کانتو واقع شده‌است. یامادا ۱۱٬۰۱۷ نفر جمعیت دارد.